# Claude Fléouter
 (juillet 2017).
Si vous disposez d'ouvrages ou d'articles de référence ou si vous connaissez des sites web de qualité traitant du thème abordé ici, merci de compléter l'article en donnant les références utiles à sa vérifiabilité et en les liant à la section « Notes et références ».
Claude Fléouter, né le 5 juin 1936 à Brest et mort le 15 novembre 2023 à Orléans,,, est un journaliste français au Monde, producteur et réalisateur de télévision, fondateur des Victoires de la musique Variétés en 1985, et des Victoires de la musique classique en 1994.

## Biographie
Claude Fléouter est né à Brest. Il suit des études de droit et de journalisme, et il écrit des chroniques musicales dès le début des années 1960 pour le quotidien Le Monde, qu'il quitte en 1990.
Parallèlement à son activité de journaliste, il est coproducteur avec Christophe Izard, créateur de « L'Île aux enfants », de l'émission de télévision musicale « À l'affiche du monde », à la fin des années 1960,.
En 1971, il signe le scénario du téléfilm Le Temps d'un portrait, réalisé par Claude Goretta, avec le chanteur Julien Clerc, dans un des rôles principaux.
En 1985, il organise avec le metteur en scène Jérôme Savary, la première édition des Victoires de la musique. En 1994, il contribue au lancement des premières Victoires de la musique classique, dont l'organisation et le manque de transparence des votes sont critiqués par le journal Le Monde,. Son activité comme délégué général de l'Association des Victoires de la musique s'arrête en 1996. Lors de la 11e édition des Victoires de la musique, la victoire de la chanteuse Stephend comme « Révélation féminine », produite par un coproducteur de la cérémonie, plonge l'association dans la tourmente. Le 4 mars, l'association suspend Claude Fléouter de ses fonctions. Il entreprend dès lors une action en justice contre l'association et remporte en première instance, le 8 janvier 1999, un procès pour « rupture abusive de contrat » et « plagiat ».
Il décède le 15 novembre 2023 à Orléansʼ. En hommage, la soirée des 39e Victoires de la musique qui s'est tenue le 9 février 2024 lui a été dédiée. 
Il encensait Bernard Dimey comme Jean Rigaux.

## Filmographie
Séries
- Un pays, une musique (23 films d'une heure)
- À l'affiche du monde (27 films d'une heure)
- En remontant le Mississipi (2 films)
- La France des années trente (2 films)
- Le Tango au lever du jour (1 heure)
- Piaf, dix minutes de bonheur par jour, c'est déjà pas mal (1 heure)
- Les Bruits du monde (3 films)
- La Mémoire du peuple noir (4 films)
- La Mémoire des peuples francophones (4 films)
- La Mémoire des peuples d'Amérique latine (3 films)
- Les Américains et nous (3 films)
- Racines (5 films)
- Je t'aime, moi non plus (Serge Gainsbourg et Jane Birkin)
- Drôles de stars (2 films)
- La Famille princière de Monaco (1 heure)
- Cent ans de jazz (4 films)
- Cent ans de chansons (4 films)
- Julio Iglesias en Amérique latine
- Musiques noires en Afrique du Sud (2 films)
- Les Derniers Cow-boys (52 minutes)
- Les Grandes Voix noires américaines (90 minutes)
- L'Irlande ou la Mémoire d'un peuple (1 heure)
- Les Cent ans de l'Olympia (75 minutes)
- Nashville, Tennessee (52 minutes)
- Johnny, juin 1993
- Gosses de rue à Moscou (52 minutes)
- La France, l'Allemagne et l'Air du temps (2 x 52 minutes)
- Culture hip-hop (52 minutes)
- Cent ans de tango (52 minutes)
- Portrait de Philippe Noiret
- Les Chicanos (52 minutes)
- Le Cinéma des séductrices (52 minutes)
- Jacques Brel (105 minutes, coréalisation J. Pessis)
- 100 ans du théâtre Apollo à Harlem (1999)
- Les Archives du FBI sur Hollywood (réalisation Xavier Villetard)
- Le Cinéma des séducteurs (52 minutes)
- Cinéma et Chanson (52 minutes)
- Le Flamenco au lever du jour (52 minutes)
- Les Historiens de l'instant (10 x 52 minutes)
- Les Hommes de Piaf (réalisation Xavier Villetard)
- Jordi Savall (4 x 52 minutes)
- Les Mélodies du bonheur (52 minutes)

Producteur de fictions
- Le Temps d'un portrait de Claude Goretta
- Le Plus Bel Âge de Bernard Bouthier
- Le Blues entre les dents (réalisation Robert Manthoulis
- Sacré Lucien de Bernard Bouthier
- Les Millionnaires du jeudi de Bernard Bouthier, Pierre Sisser et Claude Grinberg
- La Faille d'André Gazut
- L'Affaire Saint-Romans (6 x 1 heure), avec Jean Piat, Danièlme Delorme, Francine Bergé, Souad Amidou
- Paris Mirage (90 minutes)
- La Goutte d'or de Marcel Bluwal, d'après le roman de Michel Tournier
- Une brève rencontre de Pascal Lainé et Michel Wyn
- Jenny Marx, d'après le récit de Françoise Giroud, avec Marie-Christine Barrault
- Un cœur oublié, scénario de Jacques Santamaria, réalisation Philippe Monnier, avec Michel Serrault et Vittoria Belvedere
- Un paradis pour deux, scénario de Jacques Santamaria, réalisation Pierre Sisser, avec Lorant Deutsch
- Les Penn-Sardines, scénario de Jean Bouchaud, réalisation Marc Rivière
- La Fuite de Monsieur Monde de Claude Goretta, d'après Georges Simenon

## Ouvrages
- Le Tango au lever du jour, éditions Lattès, 1977.
- La Mémoire du peuple noir, éditions Albin Michel, 1980.
- Un siècle de chansons, éditions PUF, 1986.
- Johnny, la dernière légende, éditions Robert Laffont, 1993.
- La Dernière Valse, éditions Ramsay, 1996.
- Léo, éditions Robert Laffont-Fixot, 1996.
- Claude François, éditions Lattès, 1997.
- La Vie comme une pochette surprise, 2006.
- Renaud, putain de vie, 2012.

## Récompenses et distinctions
- Prix du Meilleur Homme de télévision pour la série À l'affiche du monde
- Special Award aux États-Unis en 1978 pour l'émission de télévision La Frontière de l'Ouest
- Harpe de bronze au Festival de Dublin en 1984 pour le film Haïti, la misère au soleil
- Prix franco-allemand du journalisme 1996 (Arte) pour la série de télévision La France, l'Allemagne et l'Air du temps